# Ernest Johnson
Ernest Alfred Johnson (ur. 18 listopada 1912 w Putney, zm. 29 listopada 1997 w Kingsbridge) – brytyjski kolarz torowy, dwukrotny medalista olimpijski.

## Kariera
Pierwszy sukces w karierze Ernest Johnson osiągnął w 1932 roku, kiedy wspólnie z Charlesem Hollandem, Williamem Harvellem i Frankiem Southallem zdobył brązowy medal w drużynowym wyścigu na dochodzenie podczas igrzysk olimpijskich w Los Angeles. Na rozgrywanych cztery lata później igrzyskach w Berlinie w tej samej konkurencji ponownie zajął trzecie miejsce. Tym razem partnerowali mu Harry Hill, Charles King oraz Ernie Mills. Na obu igrzyskach Johnson nie brał udziału w konkurencjach indywidualnych. Nigdy nie zdobył medalu na torowych mistrzostwach świata.